# سلفر شادو

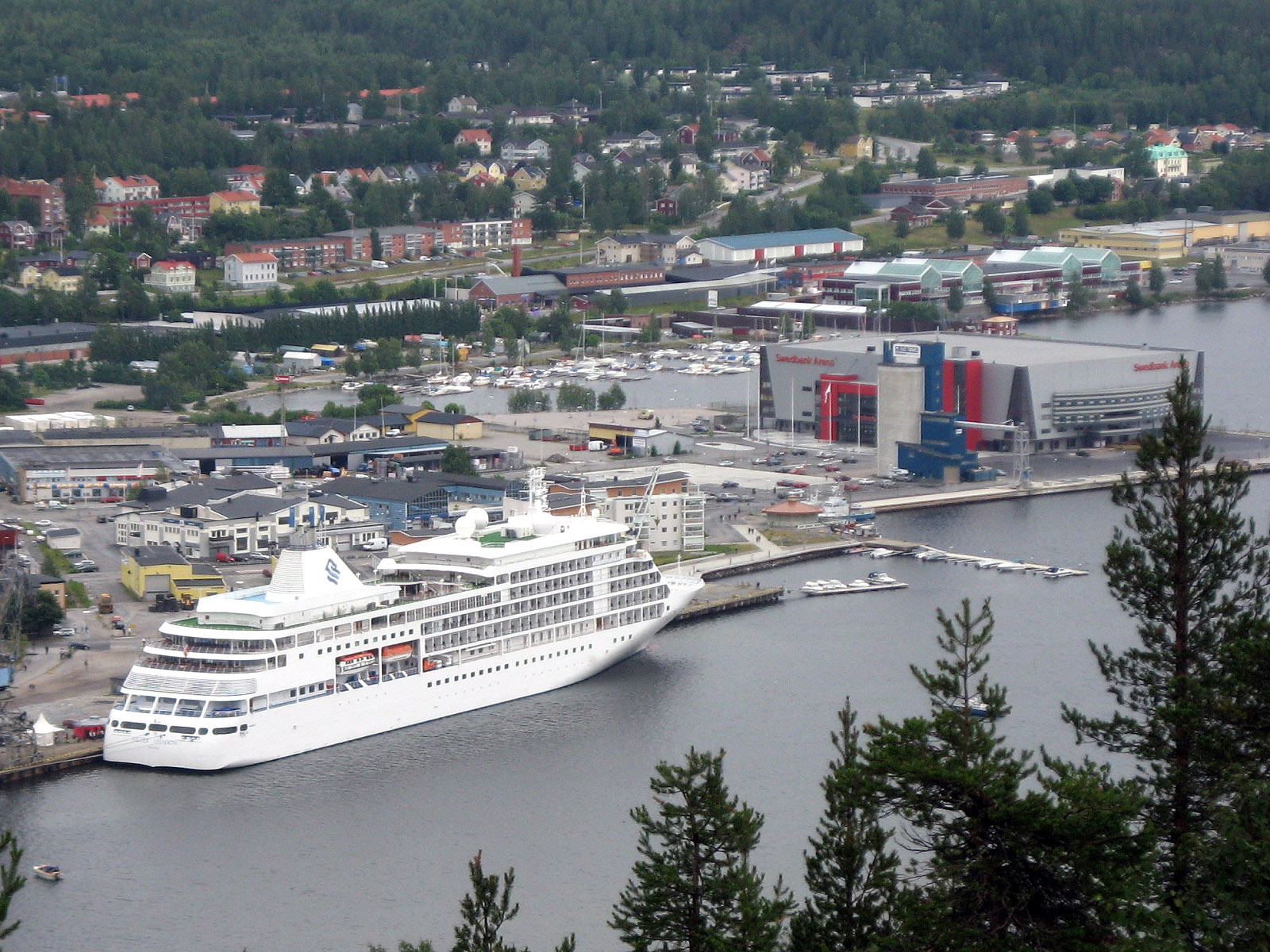
سفينة سلفر شادو في أورنشولدسفيك بالسويد.

سيلفر شادو سفينة سياحية دخلت الخدمة في عام 2000، وتُديرها شركة سيلفرسي للرحلات البحرية. تبلغ سعتها 382 راكبا، بالإضافة إلى 295 من أفراد الطاقم. شقيقتها هي السفينة الهمس سلفر، وقد بُنيت كلاهما من قبل شركة ماريونتي لبناء السفن في مدينة جنوة الإيطالية. تعتبر نسبة المساحة الكلية لكلا السفينتين مقارنة بعدد الركاب نسبة عالية، مما يوفر مساحة أكبر لحركة للراكب الواحد مقارنة بالسفن الأخرى.

## أماكن الإقامة
يوجد 194 جناحًا خارجيًا، تتراوح مساحتها من 287 قدم مربع (26.7 م2) إلى 1,435 قدم مربع (133.3 م2)، ويضم حوالي 80٪ منها شرفات من الساج الكبير.

## الحوادث
في 16 مارس 2012، اصطدم سلفر شادو بسفينة أخرى في ضباب كثيف قبالة فيتنام. كانت على بعد حوالي خمسة ميل (8.0 كـم) من الساحل في خليج ها لونج عندما وقع الحادث في الصباح. ووردت تقارير عن أضرار لحقت بسفينة حاويات وإصابات غير مؤكدة لطاقم سفينة حاويات. ولم ترد تقارير عن وقوع إصابات في سلفر شادو التي وصفها الركاب بأنها تعرضت لبعض الاضرار في قوسها. واصلت سيلفر شادو رحلتها بعد 90 دقيقة.
بتاريخ 17 يونيو 2013، في سكاغواي، فشلت السفينة في فحص مفاجئ أجرته مراكز السيطرة على الأمراض والوقاية منها. وأبلغ أعضاء الطاقم المفتشين بأن المشرفين أمروهم بتخزين الطعام في أماكن معيشتهم، وليس في الثلاجات من أجل إخفاء الطعام عن المفتشين. أمر المفتش الرئيسي بالتخلص من الأطعمة الملوثة. قام شخصياً بصب مادة التبييض المركزة على الطعام حيث تم التخلص منه لضمان عدم حفظه وتقديمه لاحقًا. لا يملك مركز السيطرة على الأمراض والوقاية منها أية سلطة لفرض غرامة على السفينة أو احتجازها، لذلك سُمح للسفينة بالمواصلة رُفقة الركاب.
في 12 مارس 2020، تم احتجاز السفينة في ريسيفي بالبرازيل بسبب رجل كندي يبلغ من العمر 79 عامًا يشتبه في إصابته بـكوفيد 19. تم إنزاله هو وزوجته ونقلهما إلى المستشفى، حيث تم التأكد من إصابته بفيروس كورونا الجديد. تم تشخيص الزوجة، التي كانت بدون أعراض عند مغادرتها السفينة، بالفيروس في 17 مارس. وتوفي الرجل بالمرض في 26 مارس. من 20 إلى 22 مارس، نزل من السفينة 343 شخصًا من جنسيات مختلفة، مُقسّمين إلى خمس مجموعات حسب جنسياتهم ورحلات العودة إلى بلدانهم الأصلية. تم توفير الرحلات بواسطة شركة سيلفرسي. بعد التفتيش من قبل الوكالة الوطنية للمراقبة الصحية، أبحرت السفينة في 26 مارس باتجاه الرأس الأخضر وعلى متنها 266 من أفراد الطاقم.

## روابط خارجية
- Silversea: Silver Shadow – الموقع الرسمي للسفينة